# Jarmo Koski
Jarmo Koski (Imatra, 2 luglio 1951) è un attore e doppiatore finlandese.
Come attore il suo ruolo più noto è quello di Seppo Taalasmaa nella soap opera finlandese Salatut elämät dal 1999 al 2013, nel 2017 e dal 2020 al 2021.

## Filmografia

### Cinema
- Hirtettyjen kettujen metsä - regia di Jouko Suikkari (1986)
- Uppo-Nalle - regia di Raili Rusto (1991)
- Myrsky - regia di Kaisa Rastimo (2008)
- Armoton maa - regia di Jussi Hiltunen (2017)
- Se mieletön remppa - regia di Taneli Mustonen (2020)

### Televisione
- Tuntemattomalle jumalalle (1993)
- Kovaa maata - serie TV (1995)
- Sydän toivoa täynnä - serie TV (1998)
- Salatut elämät - serie TV (1999-2013, 2017, 2020-2021, 2023-2023)
- Kämppikset - serie TV (2014)

## Doppiaggio
Koski doppia in finlandese serie televisive film d'animazione e videogiochi
- Re Harold in Shrek 2, Shrek terzo
- Heimlich in A Bug's Life - Megaminimondo
- Alfred in Niente paura, c'è Alfred!
- Slinky in Toy Story - Il mondo dei giocattoli, Toy Story 2 - Woody e Buzz alla riscossa, Toy Story 3 - La grande fuga
- Winnie the Pooh in I miei amici Tigro e Pooh
- Jumba Jookiba in Lilo & Stitch, Lilo & Stitch 2 - Che disastro Stitch!, Leroy & Stitch
- Tinky Winky in Teletubbies
- Nick Knatterton in Nick Knatterton
- Django in Ratatouille
- Dr. Nefario in Cattivissimo me, Cattivissimo me 2
- Clyde in Ralph Spaccatutto
- Spy Rise in Skylanders: Swap Force
- Lob-Star in Skylanders: Trap Team
- Li Shan in Kung Fu Panda 3, Kung Fu Panda 4
- Dottor Eggman in Sonic Prime
- Hala in Pokémon